# Бюрократизм
Бюрократи́зм представляет собой отдельно взятые проявления бюрократии, которые в организации управления и власти (причём, как в частных, так в государственных органах управления) выражаются в следующих аспектах: взяточничество, казнокрадство, канцелярщина, местничество, волокита, протекционизм, отписки и некоторые другие, делающие работу соответствующей организации в большей или меньшей степени неэффективной с точки зрения целей и задач этой организации.
В общем ключе бюрократия и бюрократизм отождествляются, но при рассмотрении связей между двумя этими понятиями полагают, что бюрократизм является способом или манерой поведения бюрократии. В отдельных случаях бюрократизм рассматривают как понятие бюрократии, имеющее негативный оттенок.
Бюрократизм <…> в политическом плане — чрезмерное разрастание и безответственность исполнительной власти, в социальном — отчуждение этой власти от народа; в организационном — канцелярская подмена содержания формой; в морально-психологическом — бюрократическая деформация сознания.
В отношениях между субъектом и объектом управления бюрократизм проявляет себя как антидемократичная форма, так как формируется жёстко установленная связь «сверху вниз» с ослабленной обратной связью, что является непосредственной причиной возникновения конфликтных ситуаций. Некоторые исследователи полагают, что предрасположенность элементов управления, в частности канцелярии, бюрократизму является естественной, устраняемая с помощью специально выработанных политических и правовых механизмов.
В качестве мер борьбы с бюрократизмом предлагается выборность чиновников, повышение общественно-политической активности граждан, изменение взаимоотношений между центром и периферией, между «верхами» и «низами».